# 에렌 데르디요크
에렌 데르디요크(독일어: Eren Derdiyok, 1988년 6월 12일 ~ )은 스위스의 축구 선수로, 포지션은 세컨드 스트라이커다. 현재 터키의 클럽 앙카라귀쥐와 스위스 축구 국가대표팀의 일원이다.

## 클럽 경력

### BSC 올드 보이즈
191cm의 데르디요크는 센터백으로도 기용 가능한 강력한 스트라이커다. 그는 스위스 약체 BSC 올드 보이즈와 2005-06부터 프로선수로 활약하였고, 18경기 출장에 10골을 넣었다. 그는 1-6으로 패한 FC 바젤과의 2005년 10월 22일 스위스컵 경기에서도 골을 넣었다.

### FC 바젤
FC 바젤은 그의 골감각을 알아보았고, 그가 18세가 된 2006년에 그를 영입하였다. 데르디요크는 2007년 3월 14일 FC 아라우전에서 교체선수로 출장하였다. 4일 뒤, 그는 리그 데뷔전을 치렀고, 이 경기 또한 아라우와의 경기였다. 2006-07 시즌, 데르디요크는 주로 교체선수로 사용되었고, 단 한경기만 풀타임 출장하였다. 그리고, 1골당 220분의 출장시간 기록을 세웠다. 그는 그 시즌에 U-21 스위스 대표로 차출되었다. FC 바젤의 주 스쿼드원으로써, 데르디요크는 FC 툰과의 2008년 3월 2일 경기에서 첫 해트트릭을 하였다. 2008년 4월 6일, 그는 첫 타이틀로 스위스컵을 획득하였다.
2008년 6월 29일, 잉글랜드 언론은 뉴캐슬 유나이티드 FC와의 협상을 하고 있다고 보도하였다. 그러나, 이적 기간 동안 아무런 협상도 없이 지났다. 2008년 8월 27일, 그는 빅토리아 SC와의 홈 경기에서 2-1로 승리하여 UEFA 챔피언스리그 2008-09진출권을 획득하였다. 또한, 챔피언스리그 본선에서 데르디요크는 FC 바르셀로나와의 원정경기에서 82분에 1-1 동점골을 넣어 팀의 첫 승점을 획득하였다. 2007-08시즌 끝에, 데르디요크는 바젤의 더블에 기여하였다.

### 바이어 04 레버쿠젠
스위스 1부리그에서 지속적으로 좋은 모습을 보이고, 국가대표팀에서 주목을 끄는 활약을 펼친 뒤, 바이어 04 레버쿠젠은 2009년 5월 28일, 그의 2013년 6월 30일까지 지속되는 4년 계약을 확정지었다. 그는 7월 31일, SV 바벨스베르크와의 DFB-포칼 경기에서 데뷔하였고, 데르디요크는 67분 1-0 결승골을 뽑았다.

## 국가대표팀 경력
데르디요크는 2008년 2월 6일, 런던 웸블리 경기장에서 열린 잉글랜드와의 경기에 후반 교체되어 데뷔전을 치렀다. 그는 첫 볼터치에 동점골을 넣었지만, 팀은 2-1로 패하였다. 그는 UEFA 유로 2008의 스위스 국가대표에도 포함되었고, 당시 19세로 토너먼트 최연소 선수가 되었다. 그는 2회 출장한 2010년 FIFA 월드컵의 최종 23인 엔트리에도 포함되었었다.

## 수상
바젤
- 2007-08 스위스 슈퍼리그 우승
- 2007-08 스위스컵 우승
- 2008년 우어렌컵 우승

개인
- 2007-08 바젤 영스타